# フル単位
フル単位（フルたんい）とは、大学等、単位制の学校で、ある学期や学年においてすべての単位を修得することを指す、学生のスラング。略してフル単とも言われる。語源はいっぱいを意味する英単語「Full」から。
学校、地域により使われ方には差があり、必ずしも通じるとは限らないが、おおよその意味合いは伝わる場合が多い。

## 意味
主に2通りの使用法が見られる。

### 修得可能単位数に対する用法
単位制の学校の場合に多くの学校において履修制限を設けている。これは、大学設置基準においても、年間の上限履修単位数の目安は提示されており、それを越える場合は文部科学省等の関係省庁からの警告・指導対象とされるために上限を設けている事も一因として挙げられる。例を挙げれば、1年間につき40単位まで、あるいは半期につき24単位まで、というように学校ごとによって学期・学年ごとに履修、または修得できる最大単位数が設定されている。これら履修制限は学年ごとのバランスのよい履修と卒業年限の調整のために設けられている。この上限いっぱいの単位を修得することを指して使用する。
履修制限の下でも、上限いっぱいに単位を修得できれば大学などでは一般に2年半～3年でほぼ卒業に必要な単位数が修得できる。この場合1年～1年半という長い期間卒業研究や卒業論文制作、就職活動に専念することが可能となるのがフル単位の魅力である。
なお、修得制限はあるが履修制限は設けられていない場合、あらかじめ制限を越える単位数になるよう履修科目を登録し、その内単位の修得が困難と考えられる科目については履修を放棄するという手法を取る学生も存在する（ただし、学校によっては、GPAの計算上、当該科目のスコアが0、かつ当該科目の単位数が分母に加算とされ、結果的にGPAを下げることになるため、一般的には推奨されない）。この時履修しながら単位を修得できなかった科目があっても、制限いっぱいに単位を修得していればフル単位と呼ぶことがある。
また、修得可能な単位数に特に制限を設けない学校もある。このような場合には、時間的に可能な限り単位を修得することをフル単位と言うことがある。

### 実際の履修科目に対する用法
履修したすべての科目で単位を修得すると言う意味で使われる場合もある。このとき修得単位数の多寡は関係せず、極端な例を挙げれば1単位のみ履修、修得した場合にもフル単位であると言える。

## 履修と修得
履修とは必要な科目を選択して学習すること、修得は学んだ結果を身につけることである。たとえ履修していた科目でも、十分な成績を挙げることが出来なければ修得とはならない。履修した科目を修得できているかどうかは主に試験の結果により判断されるが、レポートの提出や出欠状況が判断に用いられることも多い。
卒業要件となるのは修得単位数なので、履修科目数が多くても修得単位数が不足すれば当然ながら卒業できない。学部学科・学年ごとに定められた必修科目・選択必須の要件を満たしていないと、当然ながら留年となる。